# Padraic Colum
Padraic Colum (8. december 1881 – 11. januar 1972) var en irsk forfatter (blandt andet til biografier), dramatiker og samler af folkesagn. Han var desuden en af de førende skikkelser ved den keltiske renæssance. Gennem sine stykker blev han involveret i the National Theatre Society og i grundlæggelsen af Irlands nationalteater, Abbey Theatre. Her skrev han flere af dets tidlige stykker, mens andre af hans stykker (som Broken Sail, 1903) blev opført ved Irish Literary Theatre. Stykket The Land fra 1905 blev et af dette teaters største publikumssucceser.